# Clementine von Schuch-Proska

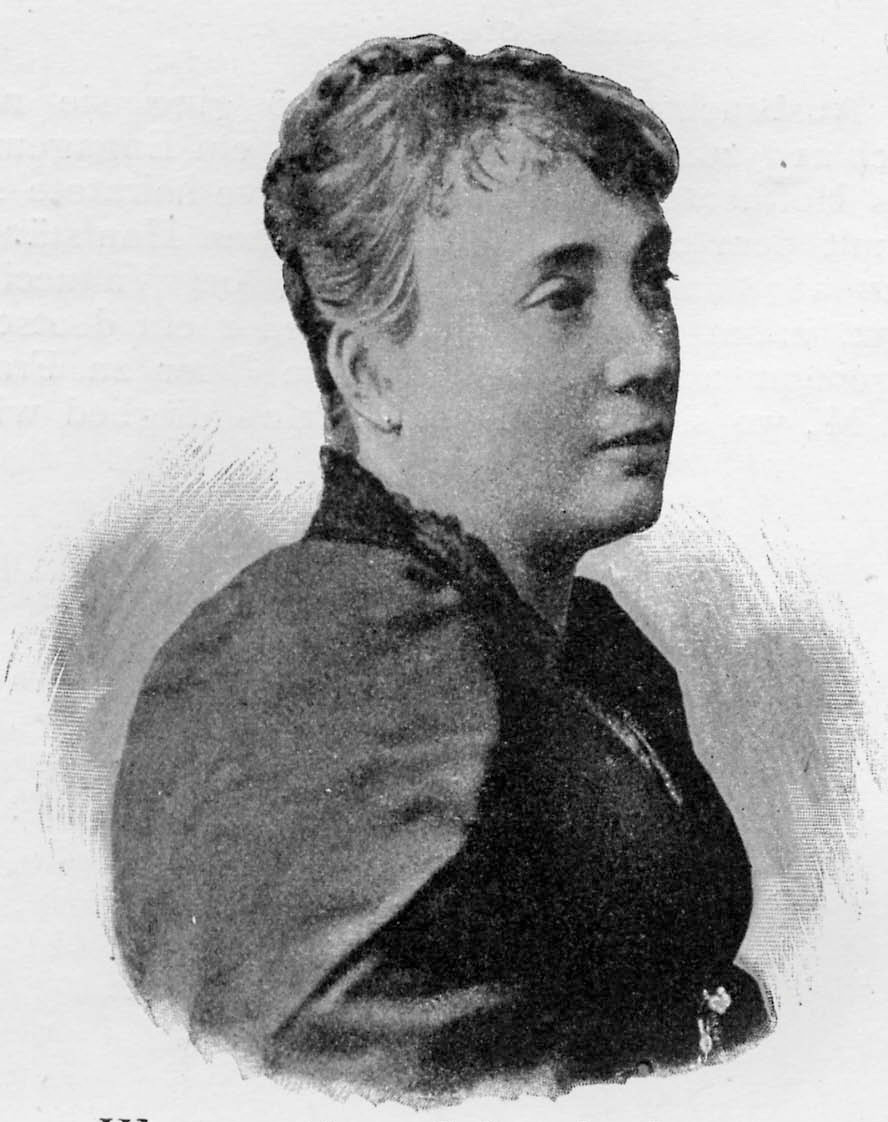
Clementine von Schuch-Proska

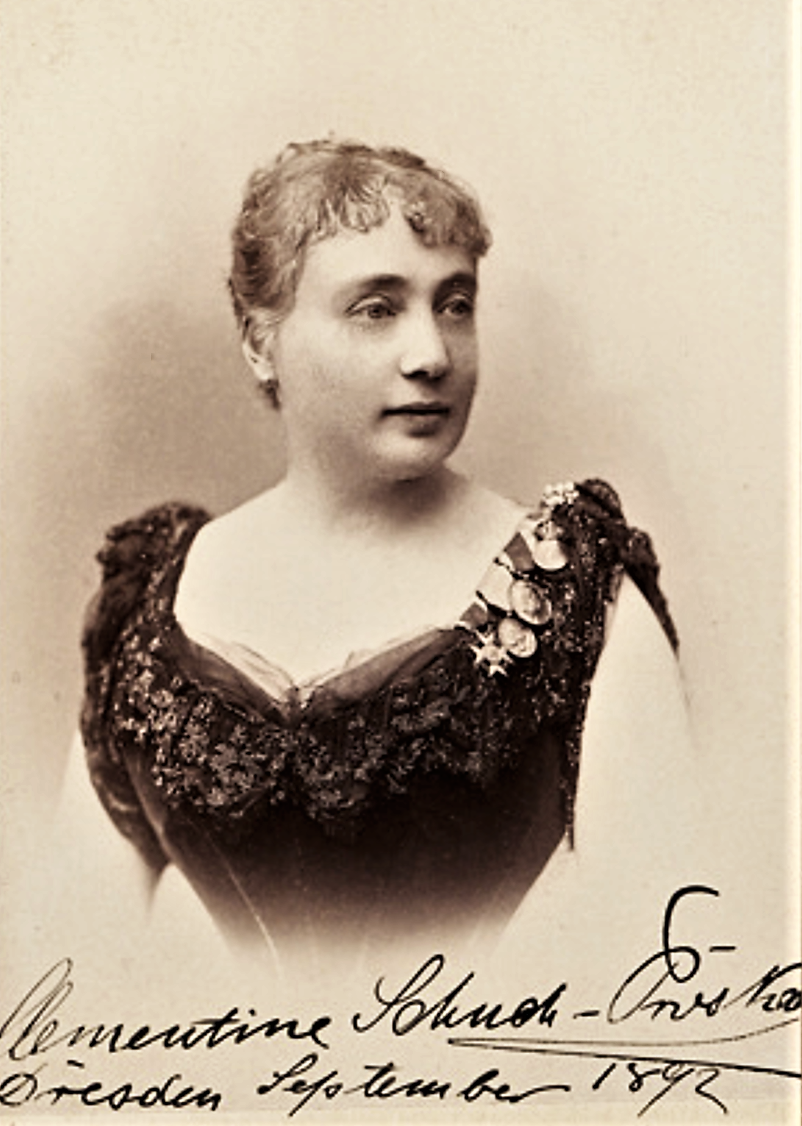

Clementine Edle von Schuch-Proska, geb. Procházka, (* 12. Februar 1850 in Ödenburg (ungar. Sopron); † 8. Juni 1932 in Kötzschenbroda, heute Radebeul) war eine österreichische Opernsängerin (Koloratursopranistin), die Publikumsliebling und als Kammersängerin Ehrenmitglied der Dresdner Hofoper wurde.

## Leben und Wirken

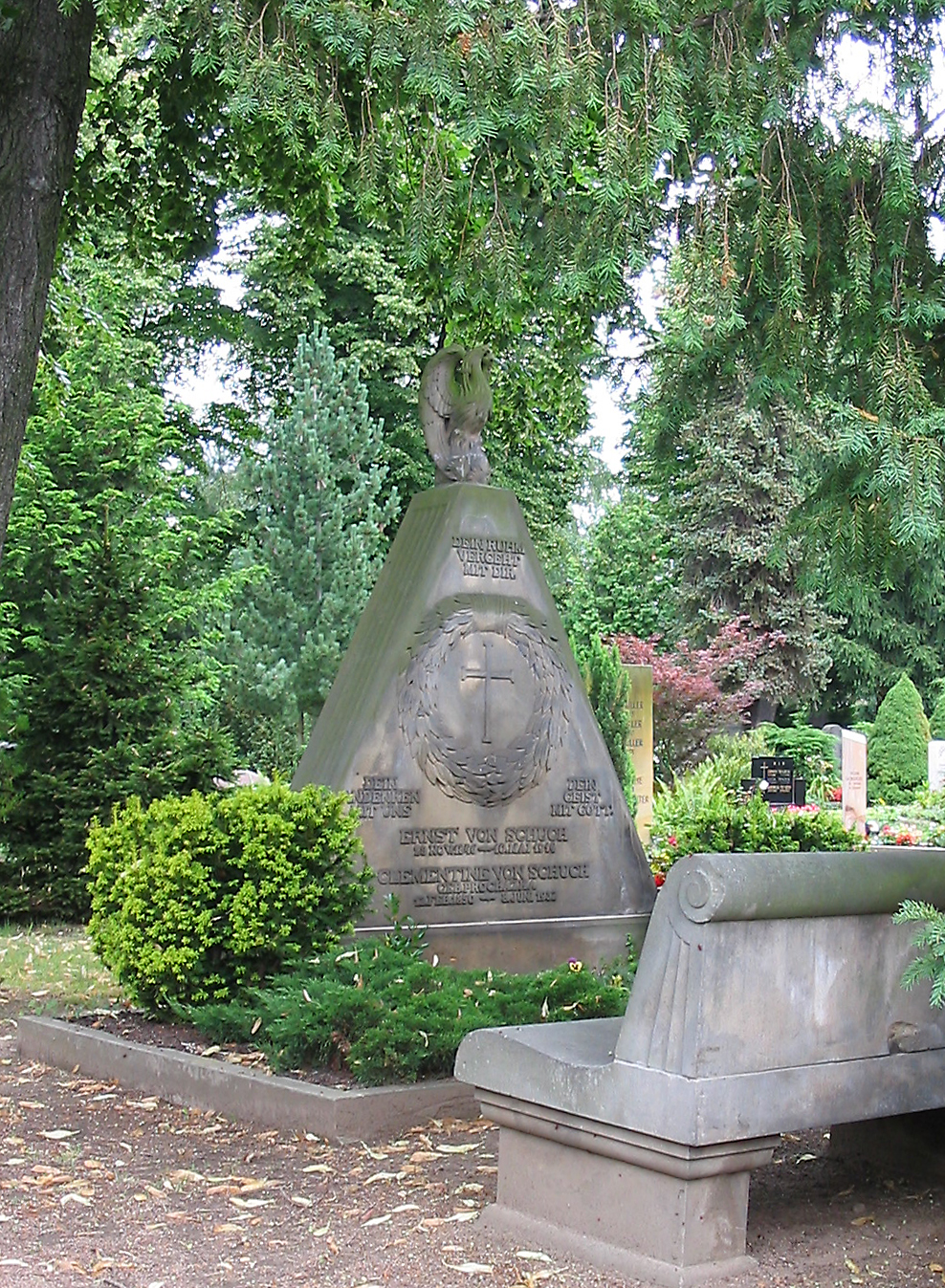
Grab von Ernst von Schuch und Clementine von Schuch-Proska auf dem Friedhof Radebeul-West

Prochazka studierte am Konservatorium der Gesellschaft der Musikfreunde in Wien bei Mathilde Marchesi. Direkt anschließend wurde sie 1873 mit der Debütrolle der Norina in Donizettis Don Pasquale als Koloratursopranistin nach Dresden an die Hofoper engagiert, wo sie zum Publikumsliebling wurde. 1878 erhielt sie die Ernennung zur Königlichen Kammersängerin.
Schuch-Proska war seit 1875 mit dem Dirigenten Ernst von Schuch (1846–1914) verheiratet. Ihren Wohnsitz nahmen sie 1882 in Niederlößnitz in der Weintraubenstraße (1883 auf eigenen Antrag umbenannt in Schuchstraße 15/17).
Gastauftritte führten sie 1875 mit der Oper Der Apotheker von Joseph Haydn nach Wien, später als Opern- wie als Konzertsängerin an führende deutsche Theater (Hofoper Wien 1881, 1882 und Berlin 1881 sowie Stadttheater von Zürich 1880) sowie nach Moskau und St. Petersburg. In der Covent Garden Oper in London gab sie 1884 die Eva in Wagners Meistersinger und das Ännchen in Webers Freischütz. Der Komponist Pittrich widmete ihr als „Kammersängerin“ 1891 zwei seiner in Dresden entstandenen Frühwerke das „Wiegendlied“ und das Lied „Mägdlein, nimm dich in Acht“, die „sofort populär“ wurden.
Nach ihrem offiziellen Ausscheiden 1894 mit ihrer ehemaligen Debütrolle als Norina in Donizettis Don Pasquale trat sie noch bisweilen bis 1898 als Gast in Dresden auf, wo sie zum Ehrenmitglied ernannt wurde. Sie wurde 1898 mit ihrem Ehemann Ernst von Schuch vom österreichischen Kaiser in den Adelsstand erhoben. Außerdem war sie für ihre künstlerischen Leistungen mit der Medaille „Virtuti et Ingenio“ ausgezeichnet worden.
Clementine von Schuch-Proska liegt zusammen mit ihrem Mann auf dem Friedhof Radebeul-West, in der Nähe ihrer Tochter Liesel, beerdigt.
Ihre Tochter Liesel von Schuch (1891–1990), jüngstes von fünf Kindern, sowie deren ältere Schwester Käthe (1885–1973; auch verh. Ullmann bzw. Schmidt) schlugen ebenfalls die Gesangskarriere ein. Der Sohn Hans von Schuch (1886–1963), wurde ein bekannter Cellist. Seine Tochter Clementine von Schuch (1921–2014) wurde ebenfalls Opernsängerin.

## Rollen (Auswahl)
- Königin der Nacht in der Zauberflöte von Wolfgang Amadeus Mozart
- Zerline im Don Giovanni von Wolfgang Amadeus Mozart
- Ännchen im Freischütz von Carl Maria von Weber
- Marguerite im Faust von Charles Gounod
- Juliette in Roméo et Juliette von Charles Gounod
- Violetta in La traviata von Giuseppe Verdi
- Eva in den Meistersingern von Richard Wagner

## Ehrungen und Auszeichnungen

Wappen für Ernst von Schuch, seine Ehefrau und ihre Nachkommen

Die Kammersängerin wurde 1898 mit ihrem Ehemann Ernst Schuch vom österreichischen Kaiser Franz Joseph I. in den erblichen Adelsstand mit dem Prädikat Edle von erhoben. Zum Bühnenabschied im selben Jahr, den sie mit einer ihrer Paraderollen, der Norina in Don Pasquale von Donizetti gab, wurde sie vom sächsischen König Albert zum Ehrenmitglied der Dresdner Hofoper ernannt.
Schuch erhielt im Laufe ihrer Tätigkeit mehrere Auszeichnungen:
- Sachsen: Große Goldene Medaille Virtuti et ingenio (1887)
- Vereinigte herzogliche Häuser (Sachsen-Altenburg, Sachsen-Coburg und Gotha und Sachsen-Meiningen): Verdienstkreuz des Herzoglich Sachsen-Ernestinischen Hausordens (1885)
- Österreich-Ungarn: Goldene Medaille für Kunst und Wissenschaft (1881, Vorgänger des K.u.k. Österreichischen Ehrenzeichens für Kunst und Wissenschaft), Zivilehrenmedaille (1881)
- Italien: Goldmedaille von Amadeus Herzog von Aosta (1884)
- Rumänien: Medaille Bene Merenti I. Klasse (1888)

## Künstlerfamilie
Auf die Eltern Ernst und Clementine von Schuch folgten zwei weitere Generationen musisch begabter Nachkommen:
- Ernst von Schuch (1846–1914), Dirigent und GMD ⚭ Clementine von Schuch-Proska (1850–1932), Kammersängerin (Koloratursopranistin)
  - Käthe von Schuch (1885–1973), Sopranistin
  - Hans von Schuch (1886–1963), Cellist
    - Clementine von Schuch (1921–2014), Sopranistin

  - Liesel von Schuch (1891–1990), Kammersängerin (Koloratursopranistin)